# История государства и права
История государства и права — историко-правовая наука, изучающая и выявляющая исторические закономерности развития системы государства и права. Предмет — изучение возникновения, развития и смены типов и форм государства и права, госорганов, институтов конкретных государств и народов в определённый период. История отечественного государства и права является политико-юридической, а не просто общеисторической дисциплиной. Как историко-правовая наука она позволяет создать основу теоретических и практических знаний, формирует широкий политический кругозор.
…не может никаков юрист мудрым назван быть, если не знает преждних толкованей и преней о законех естественном и гражданском. И как может судиа право дела судить, если древних и новых законов и причин пременениям неизвестен, для того ему нуждно историа о законех знать.— В. Н. Татищев об истории права

## Предмет и задачи истории государства и права

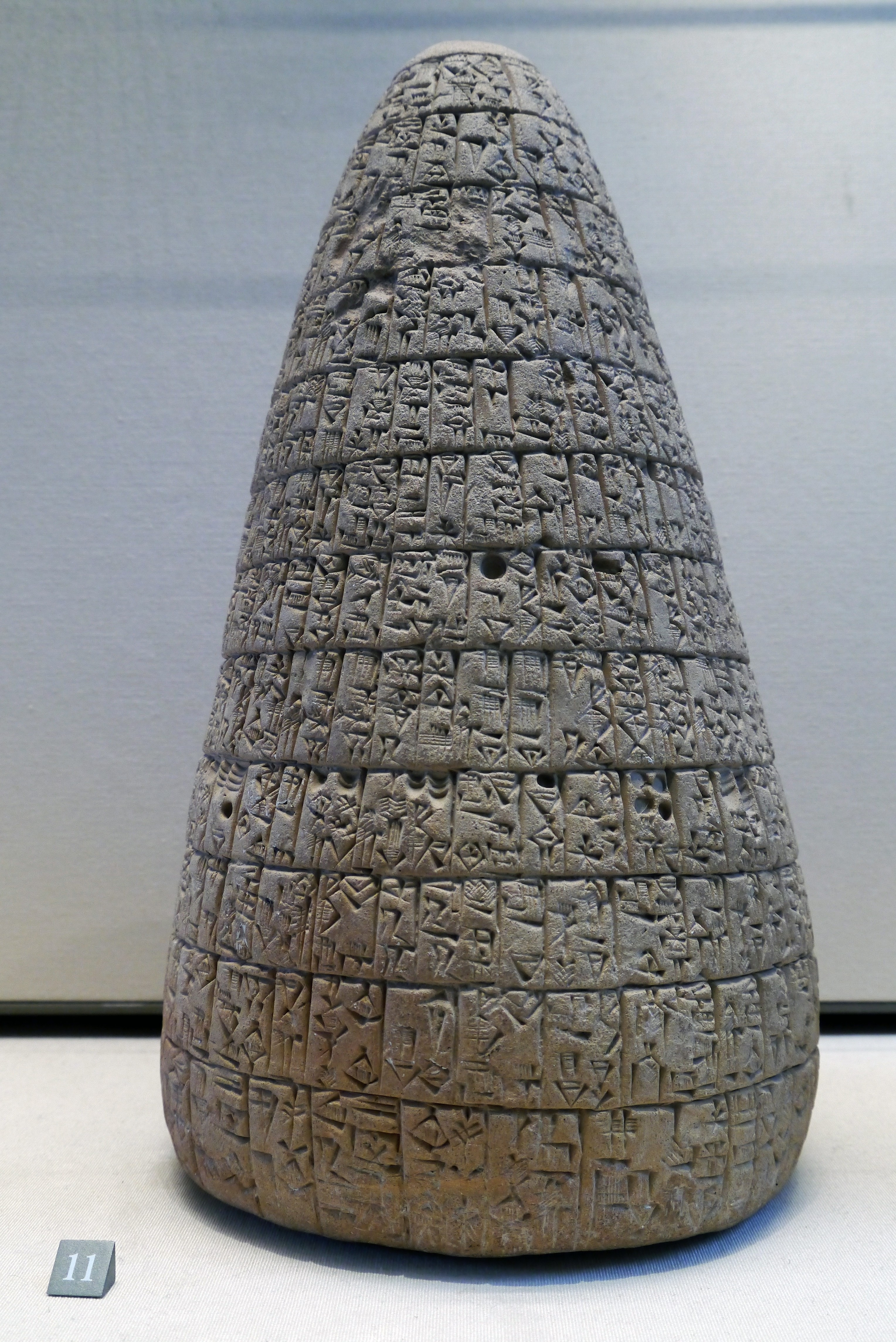
Конус с описанием реформ Урукагины (около 2318 года до н. э.), один из старейших известных текстов цивилизации древней Месопотамии, которым присущ законодательный характер

История государства и права может изучаться как на примере отдельных государств (например, России или Германии), так и в общемировом контексте. В последнем случае она рассматривает не только становление права отдельных народов, а всеобщий опыт конструирования права как социального института во всех его исторических формах — от первобытного родообщинного права до современного публичного внутригосударственного и международного права. Рассматривается становление универсальных (характерных для всех правовых систем) правовых принципов и институтов, появление отраслей права (таких как международное право), подходов к правопониманию (например, естественного права). В этом контексте смежными с ней науками являются история политических и правовых учений и общая теория права.
Историю государства и права можно рассматривать как составную часть социальной истории, изучающей динамику социальной структуры, бытующие в нём социальные нормы, социальную стратификацию и взаимоотношения между социальными классами. История государства и права рассматривает правовую составляющую общественных отношений, правовые основы разрешения конфликтов, обеспечения устойчивого функционирования общества с целью достижения общего блага.
В предмет изучения истории государства и права входят знания о структуре государственных механизмов и регламентации их деятельности, о социальной структуре общества, о возможности отдельных лиц и социальных групп участвовать в принятии решений, касающихся всего общества и государства, об используемых способах санкционируемого и контролируемого государством разрешения личных или хозяйственных споров. Частично в него входят также процессы становления, развития и преобразования политических режимов.
Задача исследователей при этом заключается не только в том, чтобы собрать и сохранить сведения об историческом опыте различных стран и народов в области государства и права. История государства и права делает возможным глубинное понимание смысла современных государственных и правовых институтов через изучение и сравнение их становления в различных культурах и цивилизациях. Историки осуществляют сопоставление правовых явлений разных исторических периодов в разных государствах, чтобы дать возможность законодателю и учёным-правоведам правильно понимать закономерности общественного и политического устройства, сложившиеся в современных условиях, перспективность определённых путей их развития, возможность заимствования правовых и политических институтов. В условиях глобализации изучение исторического государственно-правового устройства в рамках не только одной страны, но и целого региона или группы регионов выступает необходимой предпосылкой осуществления реформ, обеспечения эффективного взаимодействия между государствами в экономической и культурной сферах.
По широте и объёму своего предмета, охватывающего все страны, все правовые отрасли во все исторические периоды, всеобщая история государства и права превосходит все отрасли юридической науки.

## История государства и права как учебная дисциплина
История государства и права преподаётся на юридических факультетах высших учебных заведений. Она рассматривается как одна из основных общеобразовательных юридических дисциплин. Целями её преподавания является формирование у студентов понимания многообразия правовых институтов (правового кругозора), а также основ правового мышления.
Ввиду того, что изучение истории государства и права всех государств и всех народов потребовало бы несоразмерно большого количества времени, обычно её изучение в вузах происходит в рамках двух основных курсов: история отечественного государства и права и история зарубежного государства и права (может также носить названия «всеобщая история государства и права» или аналогичные). Курс истории зарубежного государства и права, в зависимости от вуза, может быть кратким, предполагающим изучение лишь наиболее важных исторических государств и стран ближнего зарубежья, либо более полным, охватывающим все основные исторические периоды и наиболее заметные правовые системы.
Эта дисциплина связывает общетеоретические знания, получаемые в ходе изучения теории государства и права и исторических дисциплин, с конкретным содержанием основных правовых дисциплин, таких как гражданское право, уголовное право, конституционное право и другие. Её изучение способствует пониманию истоков правовых предписаний, зафиксированных в нормах действующего законодательства.